# Donte DiVincenzo
Donte DiVincenzo, né le 31 janvier 1997 à Newark dans le Delaware, est un joueur américano-italien de basket-ball évoluant avec les Timberwolves du Minnesota en National Basketball Association (NBA).
Il remporte les championnats nationaux universitaires avec l'équipe des Wildcats de Villanova en 2016 et 2018. En 2021, il devient champion NBA avec les Bucks de Milwaukee.

## Biographie
DiVincenzo, né à Newark dans le Delaware, est le fils de John F. et de Kathie DiVincenzo. Il commence à jouer au football avant de se consacrer au basket-ball au lycée. Il est passé par la Salesianum School (en).
Il est surnommé The Big Ragu à cause de ses origines italiennes (ragù = sauce bolognaise en italien).

### Carrière universitaire
DiVincenzo dispute huit rencontres durant sa première année avec les Wildcats de l'université Villanova avant de se blesser au pied droit.
La saison suivante, il réalise des moyennes de 8,8 points et 3,8 rebonds par match. Durant la rencontre contre St. John's le 14 janvier 2017, gagnée 70-57, il totalise 19 points, trois rebonds et deux passes décisives.
À la fin de la saison suivante, il est nommé Big East Sixth Man of the Year, meilleur sixième homme de la Big East Conference.
Il remporte le championnat NCAA de basket-ball 2018 avec Villanova et est nommé Most Outstanding Player.

### Carrière professionnelle

#### Bucks de Milwaukee (2018-2022)
Le 21 juin 2018, il est sélectionné à la 17e place de la draft 2018 de la NBA par les Bucks de Milwaukee.
Entre le 19 décembre 2018 et le 17 janvier 2019, il est envoyé plusieurs fois en G-League chez le Herd du Wisconsin.

#### Kings de Sacramento (2022)
Le jour de la fermeture du marché des transferts, Donte DiVincenzo est transféré vers les Kings de Sacramento.

#### Warriors de Golden State (2022-2023)
Début juillet 2022, il signe pour deux saisons et 9,3 millions de dollars avec les Warriors de Golden State.

#### Knicks de New York (2023-2024)
Après avoir décliné son option joueur sur sa deuxième année de contrat avec les Warriors, il signe pour les Knicks de New York un contrat de 50 millions de dollars sur quatre ans.

#### Timberwolves du Minnesota (depuis 2024)
Fin septembre 2024, DiVincenzo part en direction des Timberwolves du Minnesota dans l'échange qui envoie Karl-Anthony Towns aux Knicks de New York.

### Carrière en sélection nationale
D'origine italienne, DiVincenzo figure dans la pré-sélection de l'équipe d'Italie pour l'EuroBasket 2025.

## Statistiques

### Universitaires
| Saison    | Équipe    | Matchs | Titul. | Min./m | % Tir | % 3pts | % LF | Rbds/m. | Pass/m. | Int/m. | Ctr/m. | Pts/m. |
| --------- | --------- | ------ | ------ | ------ | ----- | ------ | ---- | ------- | ------- | ------ | ------ | ------ |
| 2015-2016 | Villanova | 9      | 1      | 8,2    | 28,6  | 17,6   | 0,0  | 1,78    | 0,44    | 0,44   | 0,00   | 1,67   |
| 2016-2017 | Villanova | 36     | 1      | 25,5   | 46,6  | 36,5   | 69,9 | 3,81    | 1,69    | 0,92   | 0,28   | 8,83   |
| 2017-2018 | Villanova | 40     | 10     | 29,2   | 48,1  | 40,1   | 71,0 | 4,75    | 3,48    | 1,05   | 0,20   | 13,43  |
| Total     | Total     | 85     | 12     | 25,4   | 46,9  | 37,8   | 70,5 | 4,04    | 2,40    | 0,93   | 0,21   | 10,24  |

### Professionnelles
| Champion NBA |

gras = ses meilleures performances

#### Saison régulière
| Saison    | Équipe       | Matchs | Titul. | Min./m | % Tir | % 3pts | % LF | Rbds/m. | Pass/m. | Int/m. | Ctr/m. | Pts/m. |
| --------- | ------------ | ------ | ------ | ------ | ----- | ------ | ---- | ------- | ------- | ------ | ------ | ------ |
| 2018-2019 | Milwaukee    | 27     | 0      | 15,2   | 40,3  | 26,5   | 75,0 | 2,41    | 1,15    | 0,48   | 0,22   | 4,85   |
| 2019-2020 | Milwaukee    | 66     | 24     | 23,0   | 45,5  | 33,6   | 73,3 | 4,82    | 2,33    | 1,29   | 0,30   | 9,24   |
| 2020-2021 | Milwaukee    | 66     | 66     | 27,5   | 42,0  | 37,9   | 71,8 | 5,76    | 3,08    | 1,09   | 0,23   | 10,42  |
| 2021-2022 | Milwaukee    | 17     | 0      | 20,1   | 33,1  | 28,4   | 85,2 | 3,53    | 1,71    | 0,65   | 0,18   | 7,18   |
| 2021-2022 | Sacramento   | 25     | 1      | 26,6   | 36,2  | 36,8   | 83,9 | 4,40    | 3,56    | 1,48   | 0,20   | 10,32  |
| 2022-2023 | Golden State | 72     | 36     | 26,3   | 43,5  | 39,7   | 81,7 | 4,51    | 3,50    | 1,35   | 0,14   | 9,42   |
| 2023-2024 | New York     | 81     | 63     | 29,1   | 44,3  | 40,1   | 75,4 | 3,67    | 2,67    | 1,32   | 0,44   | 15,54  |
| 2024-2025 | Minnesota    | 62     | 10     | 25,9   | 42,2  | 39,7   | 77,8 | 3,68    | 3,63    | 1,18   | 0,27   | 11,66  |
| Carrière  | Carrière     | 416    | 200    | 25,5   | 42,7  | 38,0   | 77,2 | 4,29    | 2,88    | 1,19   | 0,27   | 10,74  |

#### Playoffs
| Saison   | Équipe       | Matchs | Titul. | Min./m | % Tir | % 3pts | % LF | Rbds/m. | Pass/m. | Int/m. | Ctr/m. | Pts/m. |
| -------- | ------------ | ------ | ------ | ------ | ----- | ------ | ---- | ------- | ------- | ------ | ------ | ------ |
| 2020     | Milwaukee    | 10     | 1      | 16,5   | 45,1  | 33,3   | 65,0 | 3,20    | 1,20    | 0,70   | 0,30   | 6,60   |
| 2021     | Milwaukee    | 3      | 3      | 23,3   | 18,8  | 16,7   | –    | 6,33    | 2,67    | 1,00   | 0,33   | 2,67   |
| 2023     | Golden State | 13     | 1      | 18,1   | 37,5  | 34,1   | 66,7 | 3,00    | 2,80    | 0,80   | 0,20   | 5,50   |
| 2024     | New York     | 13     | 13     | 35,8   | 41,9  | 42,5   | 86,7 | 4,00    | 2,60    | 1,20   | 0,90   | 17,80  |
| 2025     | Minnesota    | 15     | 0      | 25,1   | 36,5  | 31,8   | 76,9 | 3,10    | 3,30    | 1,40   | 0,30   | 8,70   |
| Carrière | Carrière     | 54     | 18     | 24,3   | 39,3  | 35,8   | 76,0 | 3,50    | 2,60    | 1,10   | 0,40   | 9,40   |

## Palmarès

### En équipe

#### Université
- Champion NCAA en 2016 et en 2018 avec Villanova.

#### NBA
- Champion NBA en 2021 avec les Bucks de Milwaukee.
- Champion de la Conférence Est de la NBA en 2021 avec les Bucks de Milwaukee.

### Distinctions personnelles
- Most Outstanding Player en 2018.

## Records sur une rencontre en NBA
Les records personnels de Donte DiVincenzo en NBA sont les suivants, :
| Record de la franchise |

| Type de statistique        | Saison régulière | Saison régulière        | Saison régulière | Playoffs | Playoffs                 | Playoffs    |
| Type de statistique        | Record           | Adversaire              | Date             | Record   | Adversaire               | Date        |
| -------------------------- | ---------------- | ----------------------- | ---------------- | -------- | ------------------------ | ----------- |
| Points                     | 40               | Pistons de Detroit      | 26 mars 2024     | 39       | Pacers de l'Indiana      | 19 mai 2024 |
| Paniers marqués            | 15               | Pacers de l'Indiana     | 30 décembre 2023 | 12       | Pacers de l'Indiana      | 10 mai 2024 |
| Paniers tentés             | 26               | @ Knicks de New York    | 8 février 2024   | 26       | Pacers de l'Indiana      | 10 mai 2024 |
| Paniers à 3 points réussis | 11               | Pistons de Detroit      | 26 mars 2024     | 9        | Pacers de l'Indiana      | 19 mai 2024 |
| Paniers à 3 points tentés  | 20               | Pistons de Detroit      | 26 mars 2024     | 15       | Pacers de l'Indiana      | 19 mai 2024 |
| Lancers francs réussis     | 6                | 3 fois                  | 3 fois           | 8        | Pacers de l'Indiana      | 19 mai 2024 |
| Lancers francs tentés      | 7                | @ Suns de Phoenix       | 10 avril 2022    | 10       | Pacers de l'Indiana      | 19 mai 2024 |
| Rebonds offensifs          | 6                | Nets de Brooklyn        | 4 mai 2021       | 2        | 4 fois                   | 4 fois      |
| Rebonds défensifs          | 11               | 3 fois                  | 3 fois           | 10       | Heat de Miami            | 22 mai 2021 |
| Rebonds totaux             | 15               | Nets de Brooklyn        | 4 mai 2021       | 10       | Heat de Miami            | 22 mai 2021 |
| Passes décisives           | 11               | Raptors de Toronto      | 27 janvier 2023  | 4        | 3 fois                   | 3 fois      |
| Interceptions              | 5                | @ Nets de Brooklyn      | 14 février 2022  | 2        | 3 fois                   | 3 fois      |
| Contres                    | 2                | 7 fois                  | 7 fois           | 3        | @ Sixers de Philadelphie | 2 mai 2024  |
| Balles perdues             | 5                | 4 fois                  | 4 fois           | 3        | 2 fois                   | 2 fois      |
| Minutes jouées             | 36               | @ 76ers de Philadelphie | 17 mars 2021     | 48       | @ Sixers de Philadelphie | 2 mai 2024  |

- Double-double : 11
- Triple-double : 0

Dernière mise à jour : 11 janvier 2025